# Luchthaven Berbérati
Luchthaven Berbérati (IATA: BBT, ICAO: FEFT) is een luchthaven, die Berbérati bedient in de Centraal-Afrikaanse Republiek.